# 伽瑪校正
伽馬校正（Gamma correction） 又叫伽馬非線性化（gamma nonlinearity）、伽馬編碼（gamma encoding） 或是就只單純叫伽馬（gamma）。是用來針對影片或是影像系統裡對於光線的輝度（luminance）或是三色刺激值（tristimulus values）所進行非線性的運算或反運算。最簡單的例子裡伽馬校正是由下列冪定律公式所定義的。
{\displaystyle V_{\text{out}}=A{V_{\text{in}}}^{\gamma }}
其中A是一个常量，輸入和輸出的值都為非負实数值。一般地來說在A=1的通常情况下，输入输出的值的範圍都是在0到1之間。伽马值γ < 1的情况有时被称作编码伽马值（encoding gamma），而执行这个编码运算所使用上述冪定律的过程也叫做伽马压缩（gamma compression）；相对地，伽马值γ > 1的情况有时也被称作解码伽马值（decoding gamma），而执行这个解码运算所使用上述冪定律的过程也叫做“伽马展开（gamma expansion）”。

## 解释
为图像进行伽马编码的目的是用来对人类视觉的特性进行补偿，从而根据人类对光线或者黑白的感知，最大化地利用表示黑白的数据位或带宽。在通常的照明（既不是漆黑一片，也不是令人目眩的明亮）的情况下，人类的视觉大体有伽马或者是幂函数的性质。如果不将图像进行伽马编码，那么数据位或者带宽的利用就会分布不均匀——会有过多的数据位或者带宽用来表示人类根本无法察觉到的差异，而用于表示人类非常敏感的视觉感知范围的数据位或者带宽又会不足。图像的伽马编码并不是必须的（甚至有的时候会适得其反），浮点数格式的颜色值已经提供了一部分对数曲线的线性估计。